# Antonio Basoli
Pour les articles homonymes, voir Basoli.
Antonio Basoli, né le 18 avril 1774 à Castel Guelfo di Bologna, près de Bologne, et mort le 30 mai 1848 à Bologne, est un peintre, architecte d'intérieur, scénographe et graveur néo-classique italien du XVIIIe et XIXe siècles actif principalement à Bologne. 

## Biographie
Né à Castel Guelfo di Bologna, Antonio Basoli apprend les bases de l'art auprès de son père Lelio Andrea Basoli. Pendant ses études, il a toujours été motivé par une soif insatiable dans l'art classique, dans la littérature, ainsi que par un intérêt des travaux et décorations de Giovanni Battista Piranesi. Il a souvent travaillé et œuvré avec ses frères Luigi et Francesco.
De 1803 à sa mort, il était enseignant d'ornement et de 1804 jusqu'à 1826, professeur d'art à l'Académie des beaux-arts de Bologne. Il a eu pendant ces années-là, une amitié étroite avec deux de ses élèves : Pelagio Palagi et Domenico Corsini. Il a aussi travaillé pendant un moment à l'atelier de Petronio Fancelli.

## Œuvres

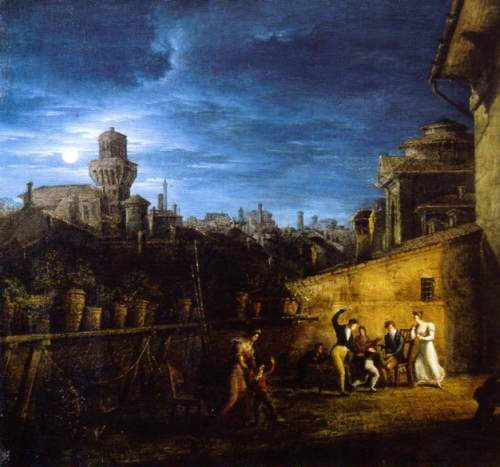
Torrazzo nel locale della Pontifica Accademia di Belle Arti (1826), que l'on peut retrouver dans la Vedute pittoresche della città di Bologna.

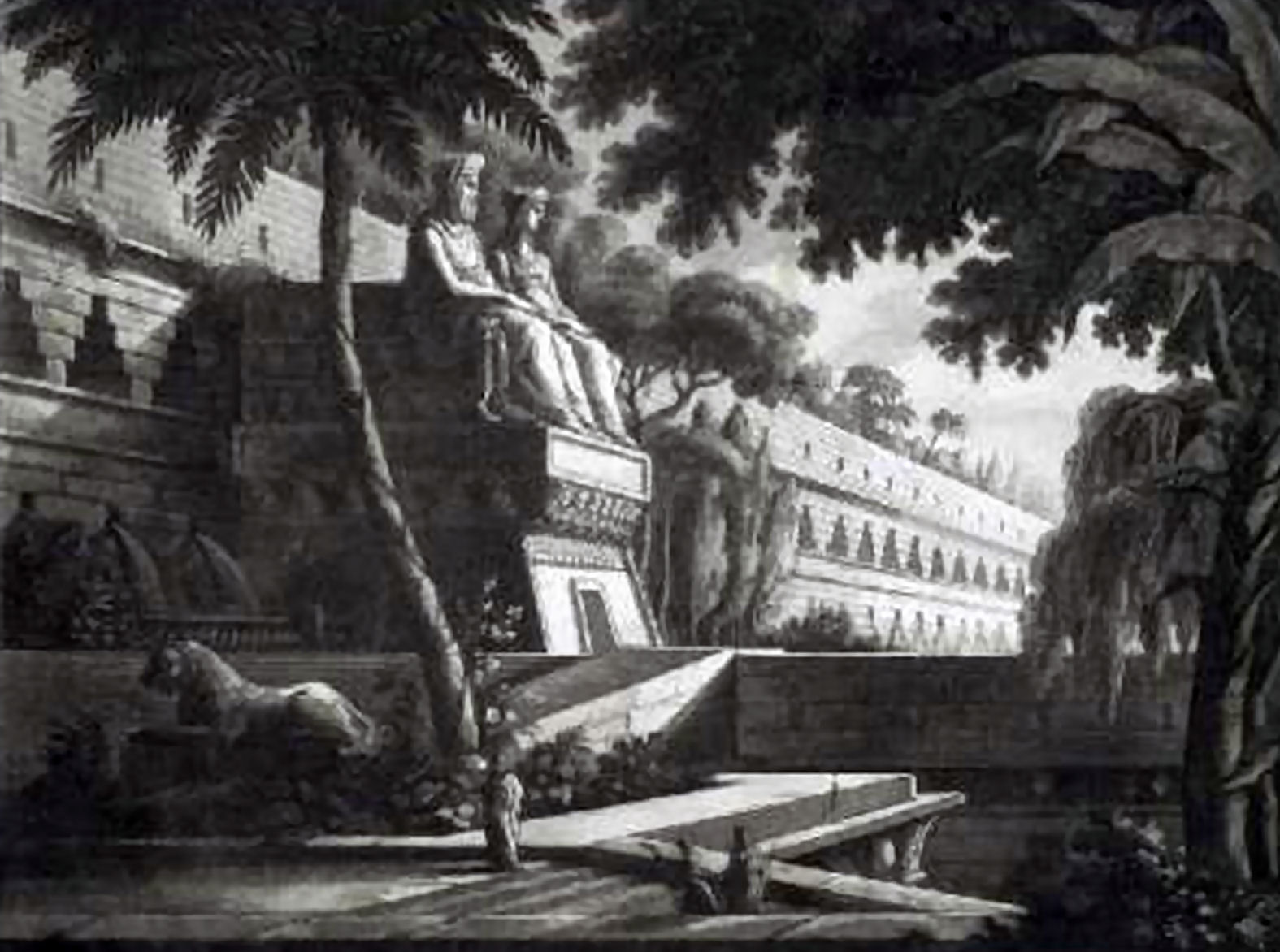
Scénographie de la Semiramide de Giacomo Meyerbeer.

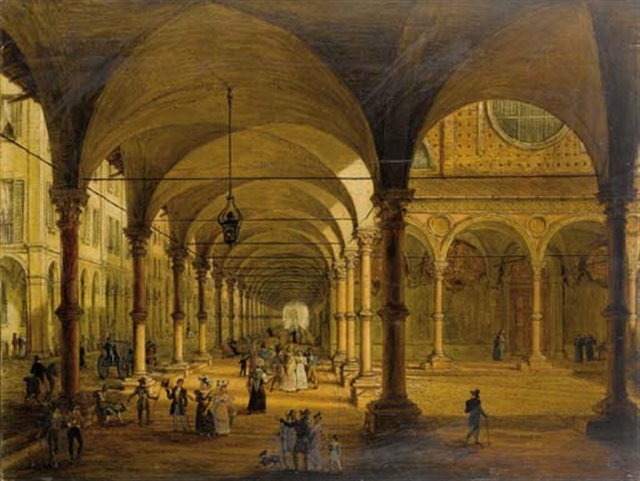
Veduta del portico di Santa Maria dei Servi (1836). Il en existe deux autres versions, une de 1830 et une de 1836, la version de 1830 pouvant être retrouvée dans la Vedute pittoresche della città di Bologna.

Entre 1801 et 1803, Basoli a exécuté plusieurs fresques dans le Frioul, notamment à la Casa Muratori de Trieste et à un palais de Spilimbergo. 
Il a aussi travaillé comme scénographe et artiste de rideaux et était le décorateur de plusieurs théâtres comme le Teatro Marsigli-Rossi, le Teatro comunale di Bologna, ainsi que le Teatro Contavalli (en), où il a le plus travaillé. Malheureusement, la plupart de ses travaux n'ont survécu qu'à travers des références dans des livres répertoriant ses œuvres en gravure, en dessin, ou encore à l'aquarelle, dont le Collezione di varie scene teatrali, qui a été écrit en 1821. Il décore, outre les théâtres, des palais municipaux comme le Palazzo Rosselli del Turco, le Palazzo Sanguinetti (it) et le Palazzo Hercolani. 
Basoli a aussi reçu des commandes pour effectuer la scénographie dans des théâtres de Rome, en 1815, et à Naples (commande de Gioachino Rossini), qu'il a refusées. En 1818, il voyage à Milan, où il découvre la sala Sanquirico, atelier des plus éminents scénographes de La Scala, desquels il a pris inspiration pour le décor de l'opéra Semiramide de 1820, le décor d'une représentation d'Œdipe roi au Contavalli en 1822 et pour les peintures d'arrière-plan du Teatro dei Cavalieri dell’Unione à Santarcangelo di Romagna la même année. Pendant cette même période, il travaille notamment sur la Villa Marescalchi (it) et le Palazzo Baciocchi (aujourd'hui le Palazzo Ranuzzi (en)).
Parmi ses expositions à l'Académie figure une collection de peintures romantiques aux thèmes exotiques. Par exemple, en 1842, il expose seize peintures à l'huile « très fascinantes et imaginatives » représentant entre autres les quatre Colosses de Memnon en Égypte, le port de Rhodes (vraisemblablement avec son Colosse), la Babylone de Nabuchodonosor II (très certainement avec ses jardins suspendus), la statue équestre (it) de Domitien (détruite pendant l'Antiquité), des vues des quatre coins du globe (Europe, Asie, Afrique, Amériques), ainsi que cinq temples incluant celui de Philæ, un temple aux lions gardiens en Chine, celui de Zeus à Olympie et celui d'Artémis à Éphèse. On pouvait aussi y voir une ville du royaume de Pégou (aujourd'hui en Birmanie), une tombe arabe, le Grand hall de Charlemagne et le palais de la sorcière Alcina.
Plus tard dans sa vie, il crée une série de vingt-six vignettes, représentant l'alphabet archéologique en aquarelle, qu'il a surnommé l'Alfabeto pittorico.

## Publications
Basoli a publié plusieurs recueils de ses œuvres. En voici quelques-unes :
- Raccolta di prospettive serie, rustiche e di paesaggio (1810) ;
- Guarnizioni diverse di maniera antica (1814) ;
- Porte della città di Bologna (1817) ;
- Esemplare di Elementi d'Ornato che contiene lo studio della pianta d'accanto (1817) ;
- Collezione di varie scene teatrali (1821) ;
- Compartimenti di camere (1827) ;
- Vedute pittoresche della città di Bologna (1833) ;
- Definizioni geometriche (1837) ;
- Raccolta di diversi ornamenti (1838) ;
- Alfabeto pittorico (1839).